# Gavin Maxwell
Gavin Maxwell (Mississauga, 28 de agosto de 1970) es un deportista canadiense que compitió en piragüismo en la modalidad de aguas tranquilas. Ganó dos medallas de bronce en los Juegos Panamericanos de 1991.

## Palmarés internacional
| Juegos Panamericanos | Juegos Panamericanos | Juegos Panamericanos | Juegos Panamericanos |
| Año                  | Lugar                | Medalla              | Competición          |
| -------------------- | -------------------- | -------------------- | -------------------- |
| 1991                 | La Habana (Cuba)     | Medalla de bronce    | C2 500 m             |
| 1991                 | La Habana (Cuba)     | Medalla de bronce    | C2 1000 m            |